# Pěšice
Pěšice (německy Pieschitz) jsou malá vesnice a část obce Řepníky v okrese Ústí nad Orlicí. Nachází se asi 2,5 kilometru severozápadně od Řepníků. Pěšice jsou také název katastrálního území o rozloze 2,28 km².

## Název
Původní název vesnice Pušice byl odvozen z příjmení Půch ve významu ves lidí Půchových. Tvar Pěšice vznikl nejspíše během 17. století. V historických pramenech se jméno vsi objevuje ve tvarech: Pusic (1226), Jonsdorph (1347), Gansdorff (1354), Bussicz (1402), Pušice (1417), Puštice (1417), z Pušic (1419), Pussicze (1547), Pessicze (1623), Pussycze (1646), Pěssicze (1654), PUssycze (1654), Pussycze (1679), Piessycze (1719), Pieschitz (1789), Pieschitz a Pěssice (1837) a Pěšice (1854).

## Historie
První písemná zmínka o vesnici pochází z roku 1226, kdy se připomíná Služek z Pušic jako svědek.
V 19. století ve vesnici stálo 47 obytných stavení, ve kterých žilo přes 200 obyvatel české národnosti, kteří se většinou věnovali zemědělství. Již v 19. století byly v této malé obci utvářeny spolky. V roce 1893 byl do Pěšic povolán odborník z Hranic na Moravě, který provedl průzkum terénu a v roce 1895 zde bylo založeno Vodní družstvo, které opatřovalo vodu samočinným čerpadlem „trkačem“. Z dalších spolků lze jmenovat organizaci domkářů a malorolníků Domovina, politickou organizaci Republikánské strany československého venkova, Československou stranu lidovou i organizaci Republikánského dorostu. Před první světovou válkou zde bylo Mlékařské družstvo – společnost s ručením omezeným. V roce 1922 vznikl Okrašlovací spolek. V roce 1930 byl utvořen pěvecký kroužek při církví československé, který účinkoval při bohoslužbách ve zdejší obci i v obcích okolních. V roce 1925 byl založen Sbor dobrovolných hasičů v Pěšicích.

## Přírodní poměry
Přírodní památka Kusá hora je lesní komplex Štěncem, Pěšicemi, Řepníky a Srbci. Jde se o členité území na podkladu opuk s bučinami, dubohabřinami a teplomilnými doubravami. Roste zde např. střevíčník pantoflíček, medovník meduňkolistý, vstavač nachový, zapalice žluťuchovitá. V mokřadu u rybníka roste prstnatec pleťový a šišák hrálovitý. Součástí chráněného území je i Štěnecký rybník.

## Pamětihodnosti
- Na západním okraji vesnice se nachází pěšické tvrziště ze třináctého až patnáctého století.[5]
- Na ostrožně nad Řepnickým potokem se dochovaly pozůstatky pěšického hradiště.[6]
- Kaple z roku 1920 je zasvěcena památce Mistra Jana Husa stojí na návsi uprostřed obce. Dříve stávala na místě kaple dřevěná zvonička. V roce 1910 původní zvon praskl. Ze sbírky místních občanů byl zakoupen nový zvon, který byl během první světové války ukryt a unikl tak rekvizici. Po válce byl pak zavěšen do nové kaple. Za druhé světové války byl zvon zrekvírován a kaple postupně chátrala. V roce 1994 obec kapli opravila a ze sbírky pěšických občanů byl zakoupen nový zvon ze zvonařské dílny Dytrychových z Brodku u Přerova.
- Vedle kaple stojí kříž na pískovcovém podstavci z roku 1861.